# Reisejournalismus
Der Reisejournalismus ist ein fachspezifisches Ressort des Journalismus, das zugleich unterhält und informiert. Im Vordergrund stehen dabei touristische Aspekte. Das primäre Ziel eines Reisejournalisten ist die objektive Berichterstattung, wobei die Abbildung der Welt realistisch sein soll. Durch die Massenmedien wird das Publikum in seiner Urlaubsentscheidung beeinflusst und bekommt gleichzeitig neue Einblicke in fremde Länder und Kulturen.

## Definition
Das fachspezifische Ressort des Reisejournalismus ist nicht klar abzugrenzen. Die Definition reicht von früher Reiseberichterstattung bis zum Reiseressort der Tages- oder Wochenzeitung.
Das bekannteste Format des Reisejournalismus sind auf touristische Themen spezialisierte Reisemagazine, wie zum Beispiel das Merian-Magazin. In Deutschland gibt es die Vereinigung Deutscher Reisejournalisten (VDRJ), die anhand von Leitlinien ihre Arbeit kontrollieren und sich gegenseitig unterstützen.

## Geschichte
Die Geschichte des Reisejournalismus beginnt bereits in der Antike mit dem Berichten und Heimbringen (lat. „reportare“) von Geschichten über Reisen. Aber auch die griechischen Sagen, wie beispielsweise Homers Odyssee, und die Berichte von Herodot gelten als erste Reiseberichte und sind damit der Grundstein des Reisejournalismus. Im Mittelalter wurde die Berichterstattung durch immer neuere Techniken modifiziert und Reisen der Pilger wurden besser kommuniziert. Marco Polo ist nur einer von vielen mittelalterlichen Reisenden und Pilgern, die über ihre Erlebnisse schrieben. Als dann Amerika entdeckt wurde und im 18. Jahrhundert Bildungsreisen begannen, wurde der Drang, das neu Entdeckte mitzuteilen, immer größer, und somit begann die Reiseliteratur in Form von Reiseführern, Handbüchern, wissenschaftlichen Reisebeschreibungen und Reiseromanen. Damit wurde auch die Bevölkerung offener für neue Kulturen und das Fremde. Mit der Aufklärung Mitte des 18. Jahrhunderts waren vor allem London und Paris immer wieder gern genommene Themen von Stadtbeschreibungen. Die damalige Berichterstattung sollte aber im Gegensatz zur modernen eher zum Träumen und Nachdenken über andere Länder anregen und weniger animieren, selbst auf Reisen zu gehen, da dies finanziell nicht möglich war. Das 19. Jahrhundert brachte dann den feuilletonistischen Reisebericht in die Tageszeitungen und machte Reiseberichte alltäglich. Durch den ersten Reiseveranstalter Thomas Cook und die Erfindung der Eisenbahn wurde das Reisen für eine große Masse möglich und Reisebeilagen und Werbung für Reisen wurden veröffentlicht. Diese Lust am Reise wurde schnell durch den Ausbruch des Ersten Weltkriegs gestoppt, und in den frühen Jahren der Weimarer Republik konnte sich die Bevölkerung keine Reisen leisten. Das dritte Reich benutzte Reisen und die Aussicht auf Urlaub als Lockmittel, um die Massen gefügig zu machen. Nach dem Zweiten Weltkrieg war durch das Wirtschaftswunder nur in Westdeutschland freies Reisen möglich. Zeitungen machten wieder Werbung fürs Reisen und auch die Berichterstattung, der heutige Reisejournalismus, in Druck- und Filmmedien war geschaffen.

## Darstellungsformen
Es gibt unzählige Darstellungsformen im Reisejournalismus. Besonders gefragt sind Reportagen und Reise-Features, die persönliche Erfahrungen der Reisejournalisten darlegen. Hintergrundartikel, Meldungen, Porträts und Servicetexte stoßen ebenso auf große Beliebtheit. Porträts von Urlaubsländern und -regionen, Meldungen und Servicetexte werden meist von lokalen Journalisten verfasst und zeichnen sich durch eine informative und kurze Form aus. Im Internet und in Fachmagazinen werden zusätzlich Hintergrundberichte veröffentlicht. Diese dienen dazu, weitere interessante Informationen über das Land zu vermitteln, wie z. B. geschichtliches Hintergrundwissen oder die politische Lage im Land.
Die Leserschaft bevorzugt Berichte über nahe Orte, wie Deutschland oder Orte innerhalb von Europa. Dies lässt sich darauf zurückführen, dass diese Regionen für die breite Masse zugänglicher sind und einfacher zu erreichen, als ferne Orte.

## Journalistische Routinen
Damit Reisejournalisten gute journalistische Arbeiten veröffentlichen können, ist eine Vor-Ort-Recherche meist notwendig. Vor der eigentlichen Reise ist jedoch eine gute Vorbereitung essenziell. Mithilfe von Fachmagazinen, Artikeln und Büchern können vorab wichtige Informationen über die Region beschafft werden.
Je nach Medienform werden Gruppen- oder individuelle Recherchereisen bevorzugt. Journalisten, die für den Fernsehbereich oder für die Onlinevideo-Produktion zuständig sind, reisen meist individuell für sich selbst, da der Aufbau und die Umsetzung meist zeitaufwendiger als im Radio- oder Printbereich sind. Bei der Recherche müssen Reisejournalisten darauf achten, einen Plan zu verfolgen und sich auf ihr Thema zu fokussieren, um nicht zu sehr auszuschweifen.
Um ein möglichst realistische Bild über einen Ort zu schaffen, wenden sich Reisejournalisten oft an Einheimische. Informationen von Reiseagenturen oder anderen Interessenverbänden müssen besonders kritisch hinterfragt werden, damit kein verzerrtes Bild entsteht. Das primäre Ziel des Reisejournalismus ist es, eine realistische Abbildung der Welt zu schaffen.

## Rolle
Der Reisejournalismus dient maßgeblich als Hilfestellung für das Auswählen von Reisezielen. Zugleich werden jedoch Leser reisejournalistischer Inhalte in ihrer Urlaubsentscheidung beeinflusst. Die Inhalte, an denen sich der Reisejournalismus bedient, werden größtenteils durch die Massenmedien ausgetragen. Ziel des Reisejournalismus ist es, seine Leser gleichzeitig zu unterhalten und zu informieren. Es werden durch diese Art des Journalismus Türen in fremde Länder und Kulturen geöffnet, die die Menschen sonst eher weniger betrachten würden. Des Weiteren soll der Reisejournalismus Denkanstöße und Inspirationen für die eigene Reise liefern. Besonders das Vorstellen neuer Kulturen rückt in den Fokus der Reisejournalisten. Hiermit soll dem Leser bei seiner Flucht aus dem Alltag geholfen werden.

## Kritik
Den Beruf des Reisejournalisten üben in den meisten Fällen freiberufliche Journalisten ohne festen Werdegang aus. In ihnen zeigt sich eine Entscheidungsnot zwischen der Moral und dem Business aufgrund der starken Beeinflussung durch Sponsoren und der PR. Da ein freiberuflicher Reisejournalist die Kosten für seine Reise in den meisten Fällen selbst tragen muss, es sei denn, Sponsoren geben dem Journalisten eine Reise samt Thema vor, steht auch hier der Einsatz des Journalisten und der Erfolg seiner Arbeit in einem schlechten Verhältnis zueinander. Des Weiteren vermittelt der Reisejournalismus immer häufiger falsche Aussagen in neuen Arten der Reisedokumentation durch beispielsweise den Filmen in Reisevlogs. Es wird nicht die Reise, sondern die Reiselogistik popularisiert. Es soll aufgezeigt werden, dass es überall lebenswert ist, nur nicht Zuhause:
„Die Filme zeigen: Ständig bei sich selbst und seinem Kern anzukommen, ist ein Zwang, der nicht viele sinnvolle Erkenntnisse bereitet. [...] Der blinde Fleck bleibt die eigene Herkunft, die ökonomischen Bedingungen, unter denen die Protagonisten auf ihre Reisen gehen können (und anschließend auf Kinotour durch Deutschland). Und der große Unterschied zwischen ihnen und den Leuten, die sie auf ihren Reisen treffen: Sie können am Ende wieder nach Hause. Sich doch wieder den Ballast des Hauses gönnen und sesshaft werden.“